# Parapodium simile
Parapodium simile är en oleanderväxtart som beskrevs av Nicholas Edward Brown. Parapodium simile ingår i släktet Parapodium och familjen oleanderväxter. Inga underarter finns listade i Catalogue of Life.